# Fabinho (football, 1977)
Pour les articles homonymes, voir Fabinho.
Fábio Pereira de Azevedo (1er janvier 1977-2 février 2018), dit Fabinho, est un footballeur brésilien naturalisé et international togolais. Il décède dans un accident de voiture.

## Biographie
Fabinho reçoit une seule et unique sélection en équipe du Togo, le 5 juillet 2003, contre la Mauritanie. Ce match nul et vierge rentre dans le cadre des éliminatoires de la Coupe d'Afrique des nations 2004.
En club, il évolue au Brésil et au Salvador. Il remporte au cours de sa carrière deux titres de champion du Salvador.

## Palmarès
- CD Águila
  - Champion du Salvador en 2006 (Clausura)

- Isidro Metapán
  - Champion du Salvador en 2007 (Clausura)